# Эмар (город)

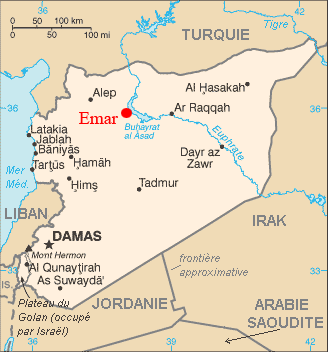
Эмар на карте Сирии эпохи бронзового века

Эма́р — древний город-государство амореев, открытый на месте современного холма-городища Телль-Мескене в Сирии. Находился на большой излучине среднего Евфрата на северо-востоке Сирии, где ныне находится побережье водохранилища Эль-Асад.

## Тексты
В городе обнаружено большое количество клинописных табличек, в связи с чем Эмар можно рассматривать в одном ряду с такими важнейшими археологическими памятниками доисторического Леванта, как Угарит, Мари и Эбла. На основании этих текстов, самые ранние из которых относятся к 2500 году до н. э., а также данных археологических раскопок, проводящихся с 1970-х годов, Эмар представляется важным торговым центром бронзового века, занимавшим пограничное положение между центрами власти в Верхней Месопотамии и Анатолии-Сирии. В отличие от других центров, таблички, сохранившиеся в Эмаре, в основном написанные на аккадском языке и относящиеся к XIII веку до н. э., не являются царскими или иными официальными документами, но записями юридических актов частного характера: торговых сделок, сделок в сфере недвижимости, брачных договоров, завещаний, актов усыновления. В доме местного жреца обнаружена библиотека с литературными и словарными текстами в месопотамской традиции, а также ритуальных текстов местных культов.

## Раскопки
Первоначальные раскопки, направленные на спасение памятника ввиду подъёма вод у дамбы Табка, предприняли две французских команды археологов в 1972—1976 гг. под руководством Жан-Клода Маргерона. В ходе раскопок была обнаружена территория храма, где находилось святилище бога погоды Ваала, а также, возможно, его супруги Астарты эпохи позднего бронзового века (XIII — начало XII веков до н. э.).
После завершения раскопок французскими археологами место раскопок осталось без охраны и систематически подвергалось расхищению, из-за чего множество клинописных табличек попало на рынок древностей в отрыве от контекста. В 1992 г. Сирийский департамент древностей взял место раскопок под свою защиту, и в ходе новых раскопок были обнаружены новые слои, относящиеся к среднему и раннему бронзовому веку (вторая половина 3-го тысячелетия до н. э. и первая половина 2-го тысячелетия до н. э.) — город Имар, упоминаемый в архивах Мари (Сирия) и в других источниках.

## История
Эмар занимал стратегически важное место, поскольку служил перевалочным пунктом, где товары, поставлявшиеся по Евфрату, перегружались для дальнейшей транспортировки по суше. В середине 3-го тысячелетия до н. э. Эмар попал под влияние правителей Эблы, поскольку упоминается в эблаитских архивах.
Об эмарских событиях XIII — начала XII веков до н. э. имеются как документы, происходящие из самого Эмара, в основном на аккадском языке, так и свидетельства из текстов того времени из Хаттусы, Угарита и ассирийских архивов. В то время Эмар находился в сфере влияния хеттов, а точнее — правителя Кархемиша, клиентского полиса хеттов. В текстах из Мари XI века до н. э. Эмар упоминается как находящийся под влиянием соседнего аморейского государства Ямхад.
Археологические и письменные свидетельства обрываются концом XII века до н. э. в результате катастрофы бронзового века. Городище, находившееся на крайней восточной периферии Римской империи, оставалось заброшенным. Невдалеке от него был основан город Барбалиссос. В 253 году н. э. близ него произошла битва при Барбалиссе между сасанидскими персами во главе с Шапуром I и римскими войсками. Барбалиссос продолжал существовать и в византийскую эпоху.

## Цари Эмара
- XIII век до н. э. — Тальми-Шаррума[3]
- XIII век до н. э. — Пилсу-Даган